# Vinicius Zanocelo
Vinicius Nelson de Souza Zanocelo, noto semplicemente come Vinicius Zanocelo (Santo André, 30 gennaio 2001), è un calciatore brasiliano, centrocampista del Ceará, in prestito dal Santos.

## Caratteristiche tecniche
È un centrocampista offensivo.

## Carriera

### Club
Cresciuto nel settore giovanile del Ponte Preta, debutta in prima squadra il 20 marzo 2019 giocando l'incontro del Campionato Paulista perso 1-0 contro il Palmeiras; il 13 novembre seguente esordisce anche in Série B nella sfida casalinga persa 3-1 contro il Figueirense.
Il 23 gennaio 2021 viene ceduto a titolo definitivo al Ferroviária con cui sigla un contratto di quattro anni; dopo aver disputato il Campionato Paulista viene ceduto in prestito con opzione al Santos.
Il 18 giugno gioca il suo primo incontro nel Brasileirão, rilevando Gabriel Pirani nella ripresa del match perso 1-0 contro il Fluminense.

### Nazionale
Ha giocato nella nazionale brasiliana Under-20.

## Statistiche
Statistiche aggiornate al 12 luglio 2021.

### Presenze e reti nei club
| Stagione           | Squadra            | Campionato         | Campionato | Campionato | Coppe nazionali | Coppe nazionali | Coppe nazionali | Coppe continentali | Coppe continentali | Coppe continentali | Altre coppe | Altre coppe | Altre coppe | Totale | Totale | Totale |
| Stagione           | Squadra            | Comp               | Pres       | Reti       | Comp            | Pres            | Reti            | Comp               | Pres               | Reti               | Comp        | Pres        | Reti        | Pres   | Reti   |        |
| ------------------ | ------------------ | ------------------ | ---------- | ---------- | --------------- | --------------- | --------------- | ------------------ | ------------------ | ------------------ | ----------- | ----------- | ----------- | ------ | ------ | ------ |
| 2019               | Ponte Preta        | A1/SP+B            | 3+1        | 1+0        | CB              | 0               | 0               |                    | -                  | -                  |             | -           | -           | 4      | 1      |        |
| 2020               | Ponte Preta        | A1/SP+B            | 11+15      | 0+0        | CB              | 3               | 0               |                    | -                  | -                  |             | -           | -           | 29     | 0      |        |
| Totale Ponte Preta | Totale Ponte Preta | Totale Ponte Preta | 33         | 1          |                 | 0               | 0               |                    | -                  | -                  |             | -           | -           | 33     | 1      |        |
| 2021               | Ferroviária        | A1/SP              | 12         | 1          |                 | -               | -               |                    | -                  | -                  |             | -           | -           | 12     | 1      |        |
| 2021               | Santos             | A1/SP+A            | 0+23       | 0          | CB              | 1               | 0               | CS                 | 2                  | 0                  |             | -           | -           | 26     | 0      |        |
| 2022               | Santos             | A1/SP+A            | 10+28      | 1+3        | CB              | 5               | 1               | CS                 | 7                  | 0                  |             | -           | -           | 50     | 5      |        |
| 2023               | Santos             | A1/SP              | 3          | 0          | CB              | 0               | 0               |                    | -                  | -                  |             | -           | -           | 3      | 0      |        |
| Totale Santos      | Totale Santos      | Totale Santos      | 64         | 4          |                 | 6               | 1               |                    | 9                  | 0                  |             | -           | -           | 79     | 5      |        |
| 2023               | Fortaleza          | A                  | 5          | 0          | CB              | 4               | 1               | CS                 | 2                  | 0                  |             | -           | -           | 11     | 1      |        |
| Totale carriera    | Totale carriera    | Totale carriera    | 111        | 6          |                 | 13              | 2               |                    | 11                 | 0                  |             | -           | -           | 135    | 8      |        |